# Regno Mewar
Il Regno di Mewar (detto anche Stato di Mewar e impropriamente regno di Udaipur, da non confondere con l'omonimo Stato vassallo) fu uno Stato principesco del subcontinente indiano, avente inizialmente per capitale la città di Chittorgarh, poi spostata a Udaipur.

## Storia

### Le origini
La dinastia dei Guhila (o Gahlot come saranno noti in seguito) viene segnalata da antichi documenti già alla guida di un regno definito Mewar dalla prima metà del VII secolo. L'origine del nome della famiglia sarebbe alla base di una leggenda che raffronterebbe il termine Guha al moderno caverna, facendo riferimento al fatto che la vedova di un antico re diede alla luce il suo primogenito in una grotta.
La famiglia dei Ghalot era originaria del territorio di Idur dove già nel VI secolo aveva stabilito una propria signoria locale, per poi spostarsi dal VII secolo a Nagda.

### I primi governanti
Le prime testimonianze che ci pervengono relativamente al regno Mewar fanno riferimento a Bappa (o Vappa) Rawal (regnante dal 734 al 753 circa), un seguace del culto di Shiva, che vinse i Mori nel 728 a Chittor assieme ad altri principi indù, proteggendo così la terra indiana dall'invasione degli arabi. Tenuto saldamente il dominio dei suoi territori, la capitale del regno venne appunto posta a Chittor ove rimase sino al 953, quando il maharana Allat Singh venne costretto da Siyaka II della dinastia Paramara ad abbandonare Chittor per trasferirsi ad Ahar ove venne istituita la nuova capitale del regno.
La permanenza della sede del regno Mewar ad Ahar perdurò sino alla fine del XII secolo quando una nuova invasione dei mori costrinse Kshem Singh a spostare nuovamente la capitale del suo regno questa volta a Dungarpur ove rimase sino al 1213 quando Padma Singh decise di trasferire la capitale questa volta a Nagda (antichissimo possedimento della famiglia). Durante il suo regno Padma riconquistò la città di Chittor dopo la caduta di Malwa nelle mani del sultano Iltutmish, e per questo la capitale venne nuovamente spostata a Chittor.

### Il cambio della dinastia
Nel 1303 la capitale Chittor venne conquistata dalla dinastia dei Sanchore che, grazie all'intraprendenza di Alauddin Khilji, sultano di Delhi, la mantennero per 23 anni sino al 1326.
La dinastia dei Gahlot si era estinta, ma i suoi parenti più prossimi, i rajput di Sisodia, non rinunciarono a perdere per sempre le loro terre e guidarono una rivolta contro il sultano di Delhi che nel 1326 fu costretto a restituire i territori conquistati alla branca della famiglia che divenne quindi regnante.
La nuova famiglia, come si è detto, era imparentata coi Gahlot ed aveva concorso invano nel 1303 alla difesa della capitale ed ora si trovava in posizione dominante rispetto a tutti gli altri signori locali: il primo maharana di questa nuova dinastia fu Hammir Singh I che per meglio far valere i propri diritti, oltre alla parentela con l'ex famiglia regnante, aveva sposato la figlia di Maldeo di Jalore, che era stato governatore di Chittor per conto dei sultani di Delhi. Egli quindi non fece altro che detronizzare suo suocero e reclamare le terre dei suoi antenati.

### Il "Regno di Udaipur"

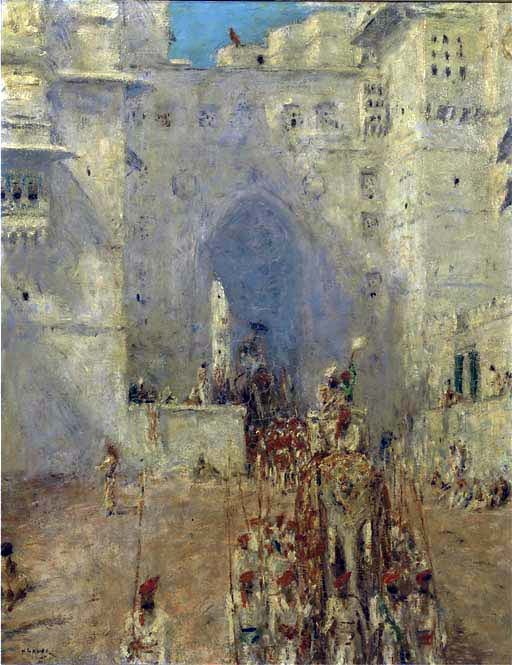
"Processione reale a Udaipur", dipinto di Edwin Lord Weeks, fine del XIX secolo

Un discendente di Hammir Singh I, Udai Singh II, si scontrò con il potere dell'Impero Moghul che andava espandendosi sotto la guida di Akbar che il 25 febbraio 1568 conquistò la capitale di Chittor e costrinse il maharana a spostare la capitale a Udaipur: fu grazie a questo spostamento che nei secoli successivi ed in molti scritti il regno di Mewar divenne noto anche come "Regno" o "Stato di Udaipur".

### L'età coloniale
Durante la residenza regale a Udaipur, il regno di Mewar divenne sempre più influente nell'area (al punto che ancora oggi la regione ne porta il nome), iniziando ad acquisire stati vassalli come lo stesso Udaipur, Chani, Jawas, Jura, Madri, Oghna, Panarwa, Para, Patia, Sarwan e Thana.
All'inizio del XIX secolo il regno di Mewar scelse di assistere la Compagnia delle Indie Orientali britanniche nella Seconda guerra anglo-maratha, ma la richiesta avanzata dal maharana nel 1805 per divenire protettorato britannico venne rifiutata dagli inglesi. Il regno di Udaipur divenne protettorato britannico solo il 31 gennaio 1818. L'istituzione della Residenza di Mewar, fu l'ufficializzazione dell'ormai crollo progressivo del potere dei locali maharana a scapito degli inglesi, politica che si estese anche agli stati di Banswara, Dungarpur e Partabgarh. Le autorità britanniche garantirono comunque la formale amministrazione dei territori al maharana di Udaipur e 19 salve di cannone.
Lo stato di Udaipur divenne focolaio del Movimento per l'indipendenza indiana negli anni '20 del Novecento. L'ultimo regnante del regno di Udaipur siglò l'ingresso nell'India il 7 aprile 1949.

## Governanti
Per una maggiore praticità nella loro elencazione, i governanti del regno Mewar sono stati suddivisi in base alla loro permanenza all'interno delle molte capitali che mutarono negli oltre mille anni di esistenza dello stato. Tutti ebbero il titolo di maharana, ovvero re.

### Gahlot a Chittor
| Nome | Nome | Inizio del regno | Fine del regno |
| ---- | --- | ---------------- | -------------- |
| 1    | Bappa Rawal | 734              | 753            |
| 2    | "Khuman I" | 753              | 773            |
| 3    | "Matatt" | 773              | 793            |
| 4    | "Bhartribhatt I" - Organizzò un'alleanza coi discendenti di Kanak Sen, alla quale presero parte molti stati locali. Nell'823 Keshav Dev Sikarwar, il comandante delle armate di Rawal Matribhatji di Chittor, assieme con le truppe di Gohils di Pirangarh, Jhalasof Halwad, Chawadas, Chandrawats, Shaktawats, Sikarwars di Sikar, Mangals di Lodwara, Bargujars di Rajurgarh, Bhatejas, Guhilots e dei Sisodia di Mewar portarono ad una significativa espansione del regno. | 793              | 813            |
| 5    | "Singha Gahlot" | 813              | 828            |
| 6    | "Khuman II" | 828              | 853            |
| 7    | "Mahayuk" | 853              | 878            |
| 8    | "Khuman III" | 878              | 942            |
| 9    | "Bhartribhatt II" | 942              | 943            |
| 10   | "Allat Singh" - venne costretto da Siyaka II della dinastia Paramara ad abbandonare Chittor ed a spostare la capitale ad Ahar". | 951              | 953            |

### Gahlot a Ahar
| Nome | Nome                                     | Inizio del regno | Fine del regno |
| ---- | ---------------------------------------- | ---------------- | -------------- |
| 1    | "Narwahana"                              | 971              | 973            |
| 2    | "Shalivahana"                            | 973              | 977            |
| 3    | "Shakti Kumar"                           | 977              | 993            |
| 4    | "Amba Prasad"                            | 993              | 1007           |
| 5    | "Shuchi Varma"                           | 1007             | 1021           |
| 6    | "Narvarma"                               | 1021             | 1035           |
| 7    | "Kirtivarma"                             | 1035             | 1051           |
| 8    | "Yograj                                  | 1051             | 1068           |
| 9    | "Vairath"                                | 1068             | 1088           |
| 10   | "Hanspal I"                              | 1088             | 1103           |
| 11   | "Bair Singh"                             | 1103             | 1107           |
| 12   | "Vijai Singh"                            | 1107             | 1127           |
| 13   | "Ari Singh I"                            | 1127             | 1138           |
| 14   | "Chaudh Singh"                           | 1138             | 1148           |
| 15   | "Vikram Singh"                           | 1148             | 1158           |
| 16   | "Karan Singh I" - padre di Rahup e Mahup | 1158             | 1168           |
| 17   | "Kshem Singh"                            | 1168             | 1172           |

- "Kshem Singh" venne forzato a spostare la sua capitale a Dungarpur a causa dell'invasione musulmana.[3]

### Gahlot a Dungarpur
| Nome | Nome | Inizio del regno | Fine del regno |
| ---- | --- | ---------------- | -------------- |
| 1    | "Samant Singh" | 1172             | 1179           |
| 2    | "Kumar Singh" | 1179             | 1191           |
| 3    | "Manthan Singh" - combatté con Prithviraj Chauhan contro Muhammad di Ghor e fu uno dei pochi rajput a sopravvivere | 1191             | 1211           |
| 4    | "Padma Singh" | 1211             | 1213           |

### Gahlot a Nagda
| Nome | Nome | Inizio del regno | Fine del regno |
| ---- | --- | ---------------- | -------------- |
| 1    | Jaitra Singh - spostò la capitale a Nagda e riprese Chittor dopo la caduta di Malwa nelle mani del sultano Iltutmish | 1213             | 1253           |

### Gahlot a Chittor
| Nome | Nome | Inizio del regno | Fine del regno |
| ---- | --- | ---------------- | -------------- |
| 1    | "Jaitra Singh" | 1213             | 1253           |
|      | Il regno rimane senza regnante per otto anni                                                                        | 1253             | 1262           |
| 2    | "Tej Singh" | 1262             | 1273           |
| 3    | "Samar Singh" | 1273             | 1302           |
| 4    | Ratan Singh I - Assedio di Chittor ad opera di Alauddin Khilji e conquista di Mewar da parte del Sultanato di Delhi | 1302             | 1303           |

- "Interregno - I governanti Sanchore di Chittor sotto Alauddin Khilji (1303–1326)"
  - "La dinastia dei Galhot viene rimpiazzata dalla branchia minore dei Sisodia, fondata da Rahup."

### Sisodia a Chittor

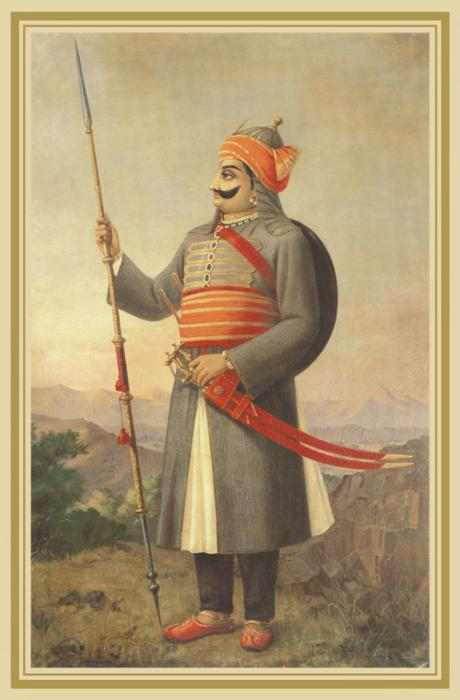
Pratap Singh I, uno dei più importanti regnanti del Mewar

| Nome | Nome | Inizio del regno | Fine del regno |
| ---- | --- | ---------------- | -------------- |
| 1    | Maharana Hamir Singh I - primo a ottenere il titolo di maharana di Mewar | 1326             | 1364           |
| 2    | Maharana Kheta - conquistò Ajmer e Mandalgarh | 1364             | 1382           |
| 3    | Maharana Lakha - conquistò i restanti territori Mewar da Delhi. Ucciso in battaglia."                                                                                        | 1382             | 1421           |
| 4    | Maharana Mokal – il Marwar invade Mewar e Mokal è assassinato all'età di 24. Suo fratello maggiore, Chunda, è richiamato a salvaguardia di Mewar.                            | 1421             | 1433           |
| 5    | Maharana Kumbha | 1433             | 1468           |
| 6    | Maharana Udai Singh I | 1468             | 1473           |
| 7    | Maharana Rai Mal | 1473             | 1509           |
| 8    | Maharana Sangram Singh I Rana Sanga - sconfitto nella Battaglia di Khanwa dall'imperatore Mughal Babur nel 1527, ma successivamente riprese il suo ruolo sconfiggendo Babur. | 1509             | 1527           |
| 9    | Maharana Ratan Singh II | 1528             | 1531           |
| 10   | Maharana Vikramaditya Singh | 1531             | 1537           |
| 11   | Maharana Banbir Singh | 1537             | 1540           |
| 12   | Maharana Udai Singh II – perse Chittor a favore dell'imperatore mogul Akbar il 25 febbraio 1568. Spostò la sua capitale a Udaipur."                                          | 1540             | 1568           |

### Sisodia a Udaipur
| Nome | Nome                      | Inizio del regno | Fine del regno |
| ---- | ------------------------- | ---------------- | -------------- |
| 1    | Maharana Udai Singh II    | 1568             | 1572           |
| 2    | Maharana Pratap Singh I   | 1572             | 1597           |
| 3    | Maharana Amar Singh I     | 1597             | 1620           |
| 4    | Maharana Karan Singh II   | 1620             | 1628           |
| 5    | Maharana Jagat Singh I    | 1628             | 1652           |
| 6    | Maharana Raj Singh I      | 1652             | 1680           |
| 7    | Maharana Jai Singh        | 1680             | 1698           |
| 8    | Maharana Amar Singh II    | 1698             | 1710           |
| 9    | Maharana Sangram Singh II | 1710             | 1734           |
| 10   | Maharana Jagat Singh II   | 1734             | 1751           |
| 11   | Maharana Pratap Singh II  | 1751             | 1754           |
| 12   | Maharana Raj Singh II     | 1754             | 1761           |
| 13   | Maharana Ari Singh II     | 1761             | 1773           |
| 14   | Maharana Hamir Singh II   | 1773             | 1778           |
| 15   | Maharana Bhim Singh       | 1778             | 1828           |
| 16   | Maharana Jawan Singh      | 1828             | 1838           |
| 17   | Maharana Sardar Singh     | 1838             | 1842           |
| 18   | Maharana Swarup Singh     | 1842             | 1861           |
| 19   | Maharana Shambhu Singh    | 1861             | 1874           |
| 20   | Maharana Sajjan Singh     | 1874             | 1884           |
| 21   | Maharana Fateh Singh      | 1884             | 1930           |
| 22   | Maharana Bhupal Singh     | 1930             | 1949           |

Il figlio di Bhupal Singh, Bhagwat Singh, morì il 2 novembre 1984. Egli lasciò due figli: il maggiore Mahendra Singh ed il minore Arvind Singh. Prima della sua morte, fondò la Maharana Mewar Foundation incaricando il figlio Arvind Singh di sovrintendere a questa istituzione. Arvind vive attualmente nell'Udaipur's City Palace.

## Primi ministri, residenti britannici ed agenti politici

### Dewan (primi ministri)
- c.1708 - c.1740 Pancholi Biharidas
- 17.. - 17... Moji Ram Mehta
- 1751 - 1768/78? Amar Chand Barva
- 1782/8? - 24 ottobre 1789 Som Chand Gandhi
- 1789 - 1794? Satidas Gandhi e Shivdas Gandhi
- 1794? - 31 dicembre 1799 Mehta Agar Chand (m. 1799)
- 1800 - 1815 Mehta Devi Chand
- 1815 - 19 febbraio 1823 Shah Sheo Lal Gilundiya
- 1818 - 18.. Mehta Ram Singh (1ª volta)
- 1823? - 1824 Mehta Sher Singh (1ª volta)
- 1824 - 1831 Mehta Ram Singh (2ª volta)
- 1831 - 1838 Mehta Sher Singh (2ª volta)
- 1838 - 11 luglio 1844 Mehta Ram Singh (3ª volta)
- luglio 1844 - 185. Mehta Sher Singh (3ª volta)
- 185. - dicembre 1861 Kothari Kesari Singh (1ª volta)
- aprile 1862 - 1863 Kothari Kesari Singh (2ª volta)
- agosto 1863 - novembre 1865 William Frederick Eden
- 1865 - 1867 Zalim Singh
- 21 dicembre 1867 - luglio 1870 Kothari Kesari Singh (3ª volta)
- 1870? - 1877? Mehta Gokul Chand
- gennaio 1877 - 1878 Kaviraj Shymaldas (consigliere capo)
- 1878 - settembre 1894 Mehta Rai Pannalal (n. 1843 - m. 1919)
- 1894 - 1895 Kothari Balwant Singh (1ª volta) e Sahiwala Arjun Singh
- 1895 luglio - agosto 1895 Shyamji Krishnavarman
- 1895 - 1905 Kothari Balwant Singh (2ª volta) e Sahiwala Arjun Singh
- 1905 - 1911 Mehta Bhopal Singh e Mahasani Heeralal
- 1911 - 1918 Sukhdev Prasad Kak (1ª volta) (n. 1864 - m. 1936) e Kothari Balawant Singh *(3ª volta) (giugno 1911 - agosto 1914)
- 1918 - 1919 Sukhdev Prasad Kak (2ª volta) e Mehta Jagannath Singh
- 1930 - 1935 Sukhdev Prasad Kak (3ª volta)
- 1935 - 1939 Dharamnarayan Kak (n. 1898 - m. 1971)
- 25 dicembre 1939 - 1947 Sir T. Vijayaraghavacharya (n. 1875 - m. 1953)
- settembre 1947 - dicembre 1947 Tribhuvan Nath Pande
- 1947 - 1948 S.V. Ramamurthy (n. 1880 - m. 1964)

### Agenti politici britannici
- marzo 1818 - giugno 1822 James Tod
- giugno 1822 - aprile 1823 Patrick Young Waugh (n. 1788 - m. 1829?)
- aprile 1823 Alexander Spiers (1ª volta)
- 15 aprile 1823 - 12 novembre 1826 Thomas Alexander Cobbe (1ª volta) (n. 1788 - m. 1836)
- 12 novembre 1826 - dicembre 1826 Sutherland
- dicembre 1826 - gennaio 1831 Thomas Alexander Cobbe (2ª volta)
- 1831 - 1836 incarico abolito, l'incarico politico viene concesso all'agente di Ajmer
- 6 maggio 1836 - 31 dicembre 1838 Alexander Spiers (2ª volta)
- 1 gennaio 1839 - 18 giugno 1850 Thomas Robinson
- 18 giugno 1850 - 2 luglio 1850 A. Mackintosh
- 2 luglio 1850 - 28 novembre 1851 Charles Lionel Showers (1ª volta) (n. 1816 - m. 1895)
- 28 novembre 1851 - 5 marzo 1853 George St. Patrick Lawrence (n. 1804 - m. 1884)
- 5 marzo 1853 - 17 marzo 1857 Henry Montgomery Lawrence (n. 1806 - m. 1857)
- 17 marzo 1857 - 1860 Charles Lionel Showers (2ª volta)
- 1860 - 1862 R.L. Taylor
- 20 aprile 1862 - 1865 William Frederick Eden (n. 1814 - m. 1867)
- 1865 - 1867 J.P. Nixon (1ª volta)
- 1868 - 1869 Alexander Ross Elliott Hutchinson (n. 1843 - m. 1877) (1ª volta)
- 1869 - 1872 J.P. Nixon (2ª volta)
- 1872 - 1874 Alexander Ross Elliott Hutchinson (2ª volta)
- 1874 Edward Bradford
- 1874 - 1875 J.A. Wright
- 1875 - 1876 C. Herbert
- 1876 - 1878 Eugene Clutterbuck Impey (n. 1830 - m. 1904)
- 1878 - 1879 T. Cadell
- 1879 - 1881 C.K.M. Walter (1ª volta)

### Residenti britannici a Mewar e negli stati del Rajputana meridionale
- 4 marzo 1881 - 1882 John Proudfoot Stratton (n. 1830 - m. 1895)
- 1882 Charles Bean Euan Smith (1ª volta) (n. 1841 - m. 1910)
- 1882 - 1885 C.K.M. Walter (2ª volta)
- 1885 Trevor John Chichele-Plowden (n. 1846 - m. 1905)
- 1885 - 1886 John Biddulph (n. 1840 - m. 1922)
- 1886 A. Wingate
- 1886 Charles Bean Euan Smith (2ª volta)
- 1886 - 1887 C.K.M. Walter (3ª volta)
- 1887 - 1889 S.B. Miles (1ª volta)
- 1889 H.P. Peacock (1ª volta)
- 1889 - 1890 E.A. Fraser
- 1890 H.P. Peacock (2ª volta)
- 1890 H.B. Abbott
- 1890 - 1893 S.B. Miles (2ª volta)
- 1893 Norton Charles Martelli
- novembre 1893 - 1894 William Hutt Curzon Wyllie (n. 1848 - m. 1909) (1ª volta)
- 1894 William Francis Prideaux (de facto) (n. 1840 - m. 1914)
- 1894 - febbraio 1898 William Hutt Curzon Wyllie (2ª volta)
- 1896 - 1897 J.H. Newill (in nome di Wyllie)
- 1898 - 1899 Charles Withers Ravenshaw (n. 1835 - m. 1935)
- 1899 - 1900 G.P. Yate
- 1900 A.P. Thornton
- aprile 1900 - 1902 Alexander Fleetwood Pinhey (n. 1861 - m. 1918) (1ª volta)
- 1902 E.H. Blakesley (de facto)
- 1902 - 1906 Alexander Fleetwood Pinhey (2ª volta)
- settembre 1906 - 1906 Arthur Berkeley Drummond (1ª volta) (n. 1869 - m. 1918)
- 1906 - 1907 Claude Hamilton Archer Hill (n. 1866 - m. 1934)  (1ª volta)
- 1907 R.H. Chenevix Trench (1ª volta)
- 1907 - 1908 Claude Hamilton Archer Hill (2ª volta)
- 1908 R.H. Chenevix Trench (2ª volta)
- 1908 - 1911 A.T. Holme (1ª volta)
- 1911 - 1913 James Levett Kaye (1ª volta) (n. 1861 - m. 1917)
- 1913 Robert Erskine Holland
- 1913 - 1914 James Levett Kaye (2ª volta)
- 1914 Bertrand James Glancy (de facto)
- 1914 - 1915 James Levett Kaye (3ª volta)
- febbraio 1915 - 1915 Arthur Berkeley Drummond (2ª volta)
- 1915 - 1916 James Levett Kaye (4ª volta)
- 1916 C.L.S. Russell
- 1916 - 1919 A.T. Holme (2ª volta)
- 1919 - 1920 P.T.A. Spence
- 1920 A.D. Macpherson
- 1920 - 1924 W.H.J. Wilkinson
- 1924 - 1925 Hugh Robert Norman Pritchard  (n. 1879 - m. 19..)
- 1925 - 1927 George Drummond Ogilvie (n. 1886 - m. 1966)
- 1927 Bisco
- 1927 - 1928 D.G. Mackenzie
- 1928 - 1930 Cecil Hamilton Gabriel (n. 1879 - m. 1947)
- 1930 - 1931 Arthur Cunningham Lothian (n. 1887 - m. 1962)
- 1931 - 1933 Rawdon James Macnabb (n. 1883 - m. 1935)
- 1933 - 1935 W.A.M. Garstin
- 1935 - 1938 Geoffrey Lawrence Betham (n. 1889 - m. 1963)
- 1938 - 1939 William Pell Barton (n. 1871 - m. 1950)
- 1940 - 1941 H.J. Todd

### Agenti politici a Mewar e nel Rajputana meridionale
- ottobre 1941 - 1942 Humphrey Trevelyan
- 1942 - 1943 Williams
- 1943 - 21 ottobre 1943 N.S. Alington (de facto)
- 21 ottobre 1943 - 1947 G.A. Kirkbride